# Bror Fock
Bror Karl Fock (* 29. März 1888 in Vänersborg; † 4. September 1964 ebenda) war ein schwedischer Langstreckenläufer.
Beim Mannschaftsrennen über 3000 m der Olympischen Spiele 1912 in Stockholm kam er als Siebter ins Ziel und gewann mit dem schwedischen Team Silber. Im Crosslauf kam er auf den 17. Platz, über 10.000 m schied er im Vorlauf aus.
1909, 1910 und 1912 wurde er nationaler Meister über 10.000 m.

## Persönliche Bestzeiten
- 5000 m: 15:29,2 min, 3. Juni 1912, Stockholm
- 10.000 m: 32:12,1 min, 25. August 1912, Stockholm